# Myrioblephara kiangsuensis
Myrioblephara kiangsuensis är en fjärilsart som beskrevs av Eugen Wehrli 1943. Myrioblephara kiangsuensis ingår i släktet Myrioblephara och familjen mätare. Inga underarter finns listade i Catalogue of Life.